# Kavkazská válka
Kavkazská válka neboli ruské dobývání Kavkazu je označení pro boje probíhající v letech 1817 až 1864 na Kavkazu, přesněji v Předkavkazsku, mezi Ruským impériem a státními útvary původních obyvatelů, zejména Čečenců, Abchazů, Dagestánců a Čerkesů (mezi posledně jmenovanými obzvláště Adygejců). Ze strany Ruska se nejednalo o klasické vojenské tažení s nepřetržitým důrazem, ale spíše o postupné vytlačování protivníků, bojujících hlavně partyzánskými metodami, a jejich postupnou asimilaci. Navíc například v letech 1826–1828 byla pozornost impéria upřena na tehdy probíhající válku s Persií, a obdobně se jeho pozornost dvakrát obrátila také k Osmanské říši, a to kvůli válce v letech 1828–1829 a Krymské válce v letech 1853–1856.
V rámci odporu proti ruskému impériu vznikl v roce 1828 na Předkavkazsku nový státní útvar, Kavkazský imamát. Třetí vůdce tohoto státu Imám Šamil se stal nejvýraznějším protiruským velitelem v celé oblasti, avšak jeho zajetím v roce 1859 Kavkazský imamát zanikl.
Ruské impérium bylo v dobývání Předkavkazska nakonec úspěšné. Při válečných operacích a po svém vítězství provedlo v této oblasti rozsáhlou etnickou čistku. Z dlouhodobého hlediska tak došlo k trvalému připojení Předkavkazska k Rusku, ale také ke vzniku významných diaspor předkavkazských národů v Osmanské říši, které přežívají i v Turecku v 21. století (viz Turecko#Demografie). Stejně tak přetrvávají až do 21. století protiruské nepokoje na Předkavkazsku a příklon předkavkazských národů k islámu coby sjednocující protiruské ideologii.

## První fáze
Ruské impérium se k pobřeží Černého moře a následně k jeho částečnému ovládnutí (pokud možno včetně úžin spojujících toto moře se Středozemním mořem) snažilo dostat už za Petra I. Velikého, ale významné územní zisky se mu podařily až za vlády Kateřiny II. Veliké, která zvítězila v rusko-turecké válce let 1768–1774. Následná Mírová smlouva z Küčük-Kainardži z roku 1774 jednak přesunula Krymský chanát z faktické osmanské nadvlády pod nadvládu ruskou, jednak přiznala ruskému impériu Kabardu (v moderním dělení nížinná část Kabardsko-Balkarska).

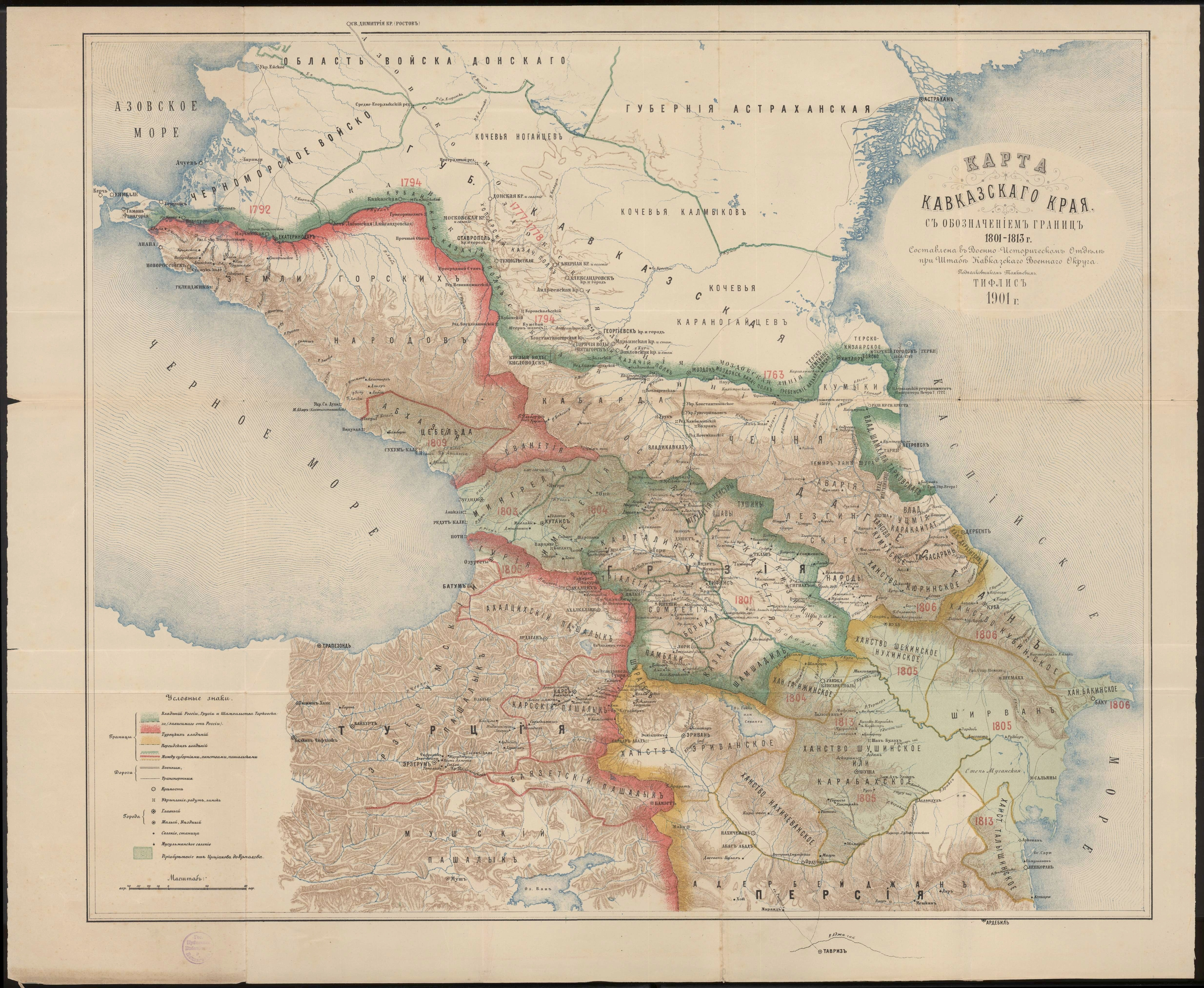
Mapa Kavkazu po roce 1801. Území Ruského impéria označeno zeleně.

O nadvládu nad Kavkazem v té době kromě Ruska usilovala kromě Osmanské říše také Persie, která byla stejně jako osmanská říše převážně islámskou říší, avšak na rozdíl od sunnitského (dnešního) Turecka s převahou šíitského směru. Malé, převážně křesťanské Kartlijsko-kachetské království (východní část rozpadlého Gruzínského království) mělo jen malé šance obhájit plnou samostatnost, a tak se král Erekle II. se svým královstvím v roce 1783 Georgijevskou smlouvou odevzdal pod ochranu nábožensky spřízněného Ruského impéria (mj. se na základě této smlouvy stal gruzínský primas stálým členem ruského Nejsvětějšího synodu). Ruská ochrana sice zpočátku příliš nefungovala a nezabránila pustošivému perskému vpádu v roce 1795, nicméně v roce 1799 byla vybudována Gruzínská vojenská cesta, a když v roce 1800 propukly v Kartlijsko-kachetském království následnické spory, vyřešil car Pavel I. situaci jeho anexí a odstavením vládnoucí dynastie od moci. V roce 1810 následovala anexe západní části dnešní Gruzie – Imeretského království. Rusko tak upevnilo svoji nadvládu nad velkým územím v oblasti Zakavkazska jižně od hlavního kavkazského hřebene.
Na pobřeží Kaspického moře zaznamenalo ruské impérium územní zisky v důsledku vítězné rusko-perské války v letech 1804–1813. V následné Gulistánské smlouvě se Persie vzdala svých nároků na území Dagestánu, východní Gruzie i Ázerbájdžánu, tedy tehdejších chanátů Širvanského, Baku, Derbentského, Karabažského, Gandžinského, Šekského, Qubského a části Talyšského chanátu.

## Druhá fáze

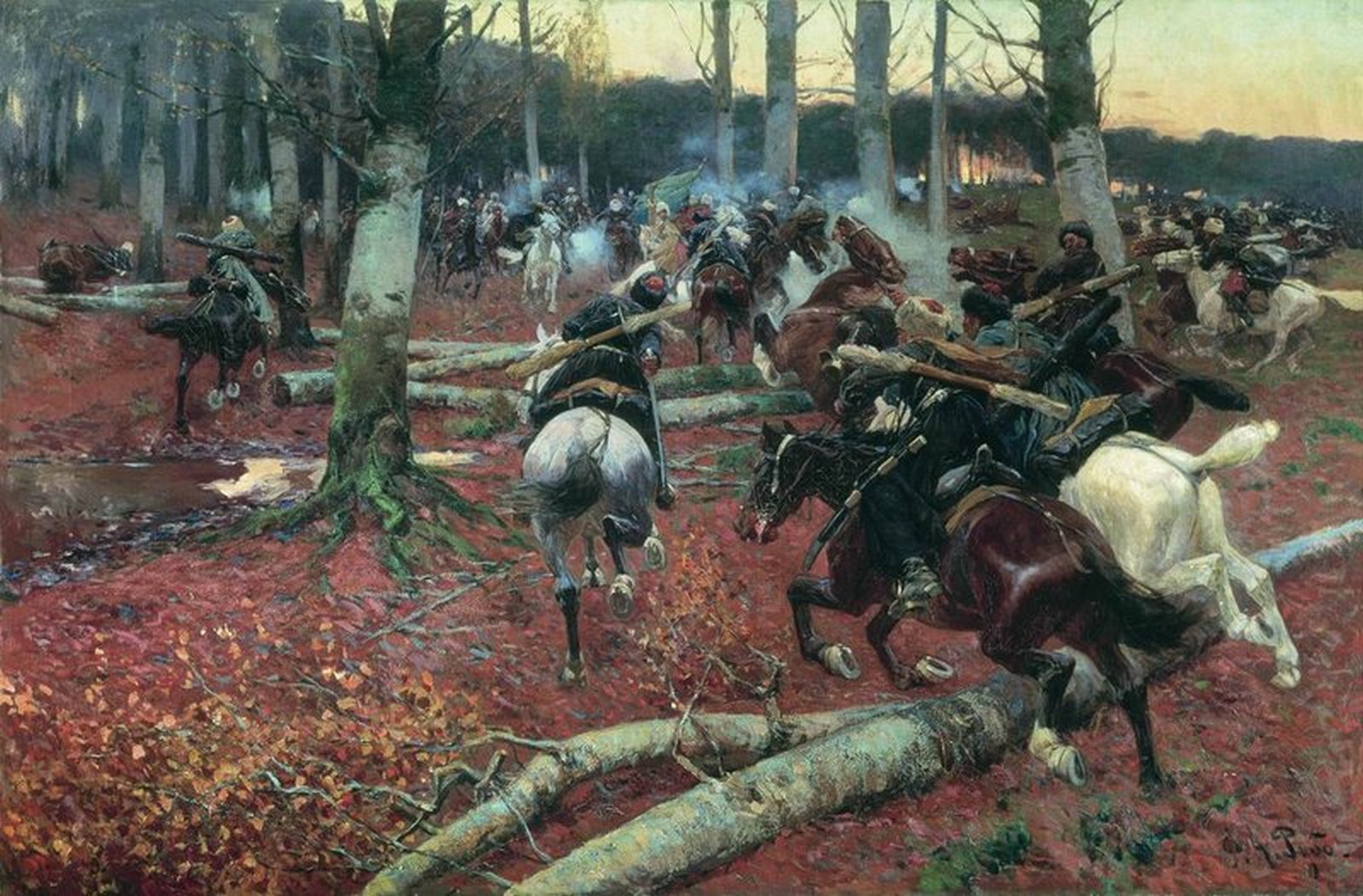
Franc Alexejevič Rubo: Scéna z Kavkazské války

Na další vývoj v regionu měla zásadní vliv drinopolská smlouva z roku 1829, podle níž Osmanská říše přiznala Ruskému impériu právo na černomořské pobřeží od řeky Kubáň po přístav Poti. V západní části Kavkazu se Čerkesové začali proti této smlouvě a ruské nadvládě vojensky bránit. Ve východní části Kavkazu se v letech 1831–1859 Rusům postavil avarský imám Imám Šamil, který sjednotil Avary, Čečence a další národy v boji proti Rusům. V roce 1845 utrpěla armáda generála Voroncova drtivou porážku proti Šamilově vojsku (pod velením Bajsangura Benojského) a Rusové byli vyhnáni ze svých pevností v Čečensku a Dagestánu. Za krymské války (1853–56) ruská aktivita v celé oblasti Kavkazu poklesla a se Šamilem byl vyjednán mír. K obnovení válečného stavu však došlo již v roce 1855.

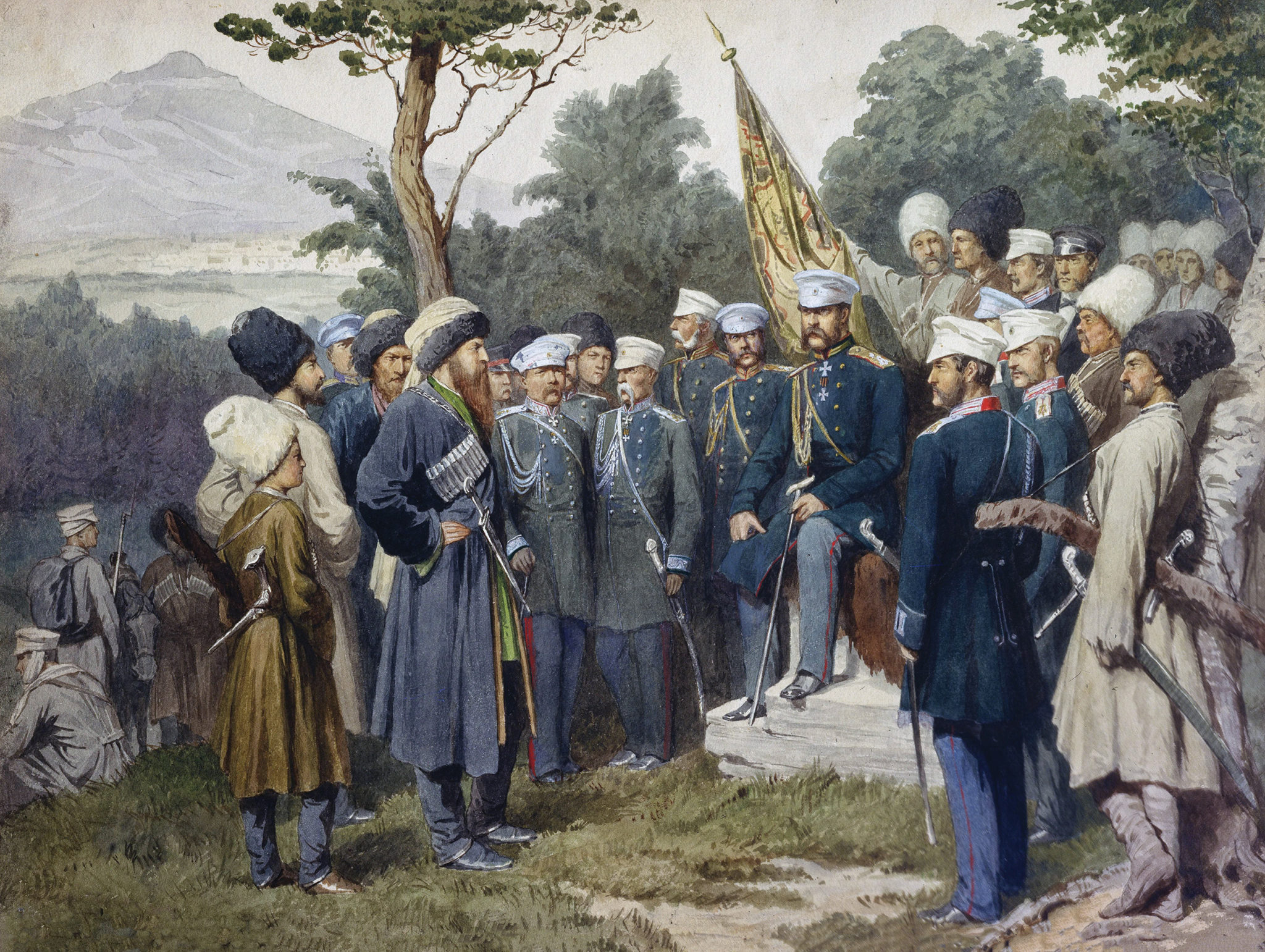
Aleksej Kivšenko: Zajmutí Imáma Šamila ruskými vojáky pod vedením Alexandra Ivanoviče Barjatinského v roce 1859

Avarsko-čečenské povstání skončilo zajetím Imáma Šamila v roce 1859, když jeho armáda nemohla odolat nově posílené ruské armádě generála Alexandra Barjatinského o síle 240 000 mužů.
Válka na východním Kavkazu zajetím Šamila skončila, ale na západním Kavkazu stále ještě docházelo k ozbrojeným střetům, především s Čerkesy. Za oficiální ukončení války je považován dekret cara Alexandra II. z 2. června 1864.